# Валговицы
Ва́лговицы — посёлок при станции в  Котельском сельском поселении Кингисеппского района Ленинградской области.

## История

Посёлок при железнодорожной станции Валговицы на карте 1938 года

Согласно топографической карте РККА 1938 года при железнодорожной станции Валговицы находился безымянный Посёлок, который насчитывал 6 дворов.
По данным 1966 и 1973 годов посёлок при станции Валговицы находился в составе Великинского сельсовета.
По данным 1990 года посёлок при станции Валговицы входил в состав Котельского сельсовета.
В 1997 году в посёлке при станции Валговицы проживали 16 человек, в 2002 году — 10 человек (русские — 70 %), в 2007 году — 3.

## География
Посёлок расположен в северной части района у железнодорожной платформы Валговицы на линии Котлы — Усть-Луга, к югу от автодороги А180 (E 20) (Санкт-Петербург — Ивангород — граница с Эстонией) «Нарва».
Расстояние до административного центра поселения — 20 км.

## Демография
| 2007 | 2010 | 2017 |
| ---- | ---- | ---- |
| 6    | ↗8   | ↘6   |

Согласно данным Всероссийской переписи населения 2021 года в посёлке постоянного населения не было.